# Aina Arxé Santanach
Aina Arxé Santanach (Ripoll, 23 de març de 1998) és una jugadora d'hoquei sobre patins catalana.
Començà a jugar al Hoquei Club Ripoll i amb dotze anys fitxà pel Club Patí Voltregà, amb el qual es proclamà campiona de Catalunya i estatal en categoria aleví. Debutà la temporada 2012-13 amb l'equip absolut i guanyà tres Copes d'Europa (2013, 2016, 2017), tres OK Lligues (2012-13, 2013-14, 2015-16) i dues Copes de la Reina (2014, 2017). La temporada 2018-19 jugà amb el SL Benfica, aconseguint un campionat de Portugal. La següent temporada tornà al club osonenc amb el qual jugà durant tres temporades més i exercí com a capitana. El juny de 2022 fitxà pel Club Patí Fraga. Amb el club fragatí s'ha proclamat campiona d'Europa (2024), primer títol de l'entitat, i subcampiona de l'OK Lliga (2023-24).

## Palmarès
- 4 Lligues de Campions de la WSE femenina (2013, 2016, 2017, 2024)
- 3 Lligues espanyoles d'hoquei sobre patins femenina (2012-13, 2013-14, 2015-16)
- 2 Copes espanyoles d'hoquei sobre patins femenina (2014, 2017)
- 1 Campionat de Portugal d'hoquei sobre patins femení (2018-19)
- 1 Supercopa de Portugal d'hoquei sobre patins femenina (2018-19)